# اینتا اچ‌ام.۱
اینتا اچ‌ام. ۱ (به انگلیسی: INTA_HM.1) یک هواگرد ملخ‌پیشین تک‌موتوره از نوع هواگرد آموزشی ساخت شرکت Aeronáutica Industrial S.A. است. هواگرد اینتا اچ‌ام. ۱ نخستین پروازش را در ۱۹۴۳ میلادی انجام داد.
طراح این هواگرد، Pedro Huarte-Mendicoa بود.